# Суџоу (Анхуеј)
Суџоу (宿州) град је Кини у покрајини Анхуеј. Према процени из 2009. у граду је живело 208.855 становника.

## Становништво
Према процени, у граду је 2009. живело 208.855 становника.
| 1990.   | 2000. | 2009    |
| ------- | ----- | ------- |
| 171.526 | …     | 208.855 |